# Martha Rosenberg
Martha Rosenberg (Buenos Aires, 1936) es una psicoanalista y médica argentina y una de las fundadoras de la Campaña Nacional por el Derecho al Aborto Legal, Seguro y Gratuito. Es una de las pioneras por el derecho al aborto en Argentina y una defensora de la autonomía de las mujeres y otras personas gestantes sobre su cuerpo. En 2021 publicó un libro de ensayos titulado Del aborto y otras interrupciones. Mujeres, psicoanálisis, política, que califica como una "autobiografía intelectual".

## Biografía
Nació en Buenos Aires en 1936. Estudió Medicina en la Facultad de Medicina de la Universidad de Buenos Aires, de donde se graduó en 1963. Cursó estudios de posgrado en Psicología y Psicopatología de la Edad Evolutiva en la Facultad de Medicina de la Universidad de Buenos Aires. Ha sido docente invitada en varias universidades nacionales e internacionales.
Integró el Consejo Asesor Internacional de la Red Mundial de Mujeres por los Derechos Reproductivos (RRMMDR) con sede en Ámsterdam.
Formó parte de colectivos editoriales de las revistas El cielo por asalto y El Rodaballo, además de colaborar en numerosas publicaciones y compilaciones feministas.

En 1991 formó parte desde su fundación del Foro por los Derechos Reproductivos, que entre sus objetivos incluía la legalización del aborto. En confluencia con la participación en las movilizaciones populares de 1999-2001, se desarrolló en Buenos Aires la Asamblea por el Derecho al Aborto en el Centro Cultural Matrix, donde se reunían
mujeres feministas agrupadas e independientes; colectivos gay, lésbicos y travestis; así como mujeres de partidos políticos. Estaban presentes entre otras, la Comisión por el Derecho al Aborto, ATEM, Foro por los Derechos Reproductivos, Mujeres al Oeste, Feministas Inconvenientes, Las Fulanas, Pan y Rosas (del Partido de los Trabajadores Socialistas), Partido Obrero, Mujeres de Izquierda, el Partido Comunista Revolucionario, el Movimiento de Trabajadores Desocupados Aníbal Verón, y Amas de Casa del País.
Dora Coledesky, quien conducía la Comisión por el Derecho al Aborto, propuso realizar una asamblea previa al comienzo del Encuentro Nacional de Mujeres en Rosario en 2003, donde se discutiera la posibilidad de formar una organización nacional y federal específica para trabajar por la legalización del aborto Luego de algunas reuniones preliminares (de las que hay actas), en 2005, en Córdoba, se lanzó oficialmente, con 70 organizaciones de todo el país, la Campaña Nacional por el Derecho al Aborto Legal Seguro y Gratuito, luego de discutir su nombre, sus lemas y su modo de organización.
Rosenberg formó parte de las comisiones redactoras de los proyectos de ley por el derecho al aborto que se presentaron en más de seis oportunidades en la Cámara de Diputados.
En 2021 publicó el libro Del aborto y otras interrupciones. Mujeres, psicoanálisis, política a través de la editorial Milena Caserola.

## Premios y reconocimientos
En marzo de 2022 la Legislatura de la Ciudad Autónoma de Buenos Aires la distinguió Personalidad Destacada de la Ciudad Autónoma de Buenos Aires por «su activa participación y aportes a favor del feminismo».